# تخزين الطاقة الحرارية تحت الأرض
تخزين الطاقة هي تقنيات متقدمة لديها دور كبير تلعبه في مجتمع منخفض الكربون. على سبيل المثال، تخزين الطاقة المتجددة يساعد على معالجة تقطع الطاقة. تخزين الطاقة الحرارية أو الكهربائية يطيل الفترة التي يمكن للطاقة المتجددة أن توفر طاقتها، وتقديمها عند الطلب. وعلاوة على ذلك، يمكن استخدام تقنيات تخزين الطاقة كمقياس لكفاءة الطاقة في الهياكل من خلال الاستخدام الذكي للتخزين البارد أو الساخن. هذا يقلل من الحاجة إلى التدفئة والتبريد في الهيكل.
ويمكن تخزين الطاقة في عدة طرق. على سبيل المثال، التكنولوجيا لمرحلة المواد المتغيرة لتخزين الطاقة الحرارية، والبطاريات أو الحذافات يمكن تخزين الطاقة الكهربائية. تخزين الطاقة الحرارية تحت الأرض يمكن تنفيذه في طريقتين رئيسيتين: تخزين الطاقة الحرارية للمياه الجوفية (ATES) والأبار لتخزين الطاقة الحرارية (BETS). وATES التي توفر إمكانية تحقيق التوازن في الطلب على الطاقة بين الصيف والشتاء. هذا على النقيض مع مرحلة المواد المتغيره، والتي يمكن تحقيق توازن وحيد بين فترات الوقت القصير بين النهار والليل. يتم تخزين الحرارة أو البرودة في الخزانات الجوفية واستخراجها عند الطلب على الطاقة الحرارية هناك.
التالي لتخزين المياه الجوفية والآبار طرق أخرى لتخزين الطاقة الحرارية الجوفية المتوفرة. وتشمل هذه كهف تخزين وحفرة تخزين، مع كهف التخزين وحفرة التخزين، يتم إنشاء خزانات مياه كبيرة في باطن الأرض لتكون بمثابة نظم تخزين الطاقة الحرارية. هذه التكنولوجيا للتخزين ممكنة تقنيا، ولكن ما زالت محدودة التطبيق الفعلي بسبب المستوى العالي للاستثمار أي ان تحديد هذه التقنيات يعتمد بقوة على الظروف الجيولوجية المحلية. هذا الوصف CTW يركز على BETS و ATES.

## مقدمة
البلدان في المناخات المعتدلة تجرب أربعة مواسم. في تقنية تعرف باسم تخزين الطاقة الحرارية تحت الأرض (UTES)، تشحن مصادر الطاقة بعض الاسطح الفرعيه وتخزنها لتستخدمها في موسم لاحق. على سبيل المثال هو استخدام برد الشتاء لشحن المخزن والتي سيتم استخدامها في الصيف لتبريد المبنى. وبالمثل، يمكن تخزين الطاقة الشمسية في الصيف لاستخدامها في فصل الشتاء. ومثل التخزين الموسمي للطاقة الحرارية (تخزين الطاقة الحرارية الموسمية STES) يمكن تحقيقها في الصخور والكهوف والتنكات وحبيبات الحصى. في أمريكا الشمالية وأوروبا، فضلا عن شمال الصين، الشتاء الباردا نسبيا والصيف الحار نسبيا. هذه التغيرات الموسمية في درجات الحرارة مثالية لـ UTES.

## الجدوى للضروريات التكنولوجية والتشغيلية
تخزين الطاقة الحرارية قد تشير إلى عدد من التقنيات التي تخزن الطاقة الحرارية في خزان لإعادة استخدامها في وقت لاحق. ويمكن استخدامهم لتحقيق التوازن في الطلب على الطاقة بين النهار والليل. ويمكن الحفاظ على الخزان الحراري عند درجة حرارة أعلى (سخونة)، أو أقل (برودة) من البيئة المحيطة.

## تخزين الطاقة الحرارية الجوفية
تكنولوجيا التخزين الأكثر استخداما في معظم الأحيان، الأمر الذي يجعل الاستفادة من باطن الأرض، هو تخزين المياه الجوفية طاقة حرارية. هذا التكنولوجيا تستخدم الطبقات الطبيعية تحت الأرض (مثل الرمل، والحجر الرملي، أو طبقة الطباشير) كوسيط تخزين لتخزين مؤقت للحرارة أو البرودة. في ATES، ويتم ضخ المياه الجوفية من طبقة المياه الجوفية لإضافة أو استخراج الطاقة الحرارية. ثم يتم حقن المياه الجوفية عند درجة الحرارة المتغيره مرة أخرى إلى نفس طبقة المياه الجوفية أو لطبقة آخرى لتخزين المياه الجوفية على المدى المتوسط (التربة أو الصخور). في الموسم المعاكس، يتم استرداد الطاقة الحرارية المخزنة من طبقة المياه الجوفية عن طريق الضخ خارج المياه الجوفية، وذلك باستخدام الطاقة المخزنة، والمياه الجوفية المعاد ضخها مره أخرى عند تغيير درجة الحرارة إلى طبقة المياه الجوفية. وبالطبع، للحد من خلط الحرارة داخل طبقة المياه الجوفية، والآبار المضخة والمزودة يجب أن تكون متباعدة على مسافة مناسبة.

## متطلبات تطبيق ATES
هناك ثلاثة متطلبات أساسية لنجاح تطبيق ATES:
1. طبقة مياه جوفية التي تتناسب مع السرعات المنخفضة لتدفق المياه الجوفية (للحد من فقدان الطاقة).
2. جودة عالية، إنتاج المياه الجوفية ذات الكفاءة العالية وآبار الضخ.
3. مصدر مناسب للطاقة الحرارية منخفضة التكلفة مع الطلب اللاحق للحصول على الطاقة المخزنة.

## بئر تخزين الطاقة الحرارية (BETS)
مع تخزين البئر، يتم إدراج المبادلات الحرارية العمودية في باطن الأرض، والتي تضمن نقل الطاقة الحرارية نحو ومن الأرض (الطين والرمل والصخور، الخ). وفي الوقت نفسه تم الانتهاء من نحو عشرة مشاريع في البلدان المشاركة. كثير من هذه المشاريع حول تخزين حرارة الشمس في الصيف لأغراض التدفئة للمنازل أو المكاتب. كما أن المبادلات الحرارية الأرضية كثيرا ما تستخدم في الاشتراك مع مضخات الحرارة، حيث مبادل حراري الأرض لاستخراج درجات الحرارة المنخفضة من التربة.
ظروف مشابهة لـ ATES تتطبق لـ BETS. ومع ذلك، BETS يعتمد على الآبار المحفورة، إنه ليس من الضروري أن يكون هناك خزان تحت الأرض في شكل طبقات المياه الجوفية.

## مركز التكنولوجيا وامكانية تسويقه في المستقبل
لقد تحققت عدة مئات من مشاريع ATES. وهناك شرط رئيسي لتطبيق هذه التكنولوجيا هو توافر تشكيل جيولوجي مناسب. هذه التكنولوجيا مناسبة خاصة في الجمع مع الطاقة الحرارية المتجددة، مثل الطاقة الشمسية الحرارية. خلال فصل الصيف، يتم جمع الطاقة الشمسية خلال مجمعات الطاقة الشمسية وتخزينها. في فصل الشتاء، عندما يكون الطلب لأغراض التدفئة هو أعلى، يمكن استخدام الطاقة المخزنة لتدفئة المبنى.

### مساهمة التكنولوجيا في التنمية الاجتماعية والاقتصادية والحماية البيئية
على حد سواء ATES و BETS قادرة على تحقيق توفيرات كبيرة من الطاقة. على سبيل المثال، فقد تم تحقيق انخفاض في استهلاك الكهرباء لإنتاج البرودة تصل إلى 80٪ (باكسوي وآخرون، 2004). للتدفئة، وقد تم تحقيق نسب مئوية من 20-30٪ (باكسوي وآخرون، في عام 2004). فالامر لا يقتصر على تنفيذ نتيجة UTES في الحفاظ على الطاقة واقتصاد الطاقة على نحو أفضل، فإنه سيتم أيضا تحسين البيئة عن طريق الحد من الانبعاثات المرتبطة بالكهرباء أو إنتاج الحرارة.

## المتطلبات المالية والتكاليف
هناك عدد من العوامل التي تؤثر على تكلفة تكنولوجيا تخزين الطاقة. يميل التخزين إلى أن يكون مصدر تطبيق محدد، وبالتالي فإن التكاليف والفوائد يمكن أن تختلف اختلافا كبيرا. واحد من المضاعفات في تطوي تقديرات التكلفة المفصلة لتقنيات تخزين الطاقة هي ان التكاليف للتكنولوجيا المقدمة تتأثر بشكل كبير بتطبيق معين التي نشرته هذه التكنولوجيا. وبالتالي، فإن أي تقديرات للتكاليف ذات قيمة وقد تكون مشكوك بها.
حجم نظام تخزين الطاقة تختلف في بعدين: القوة (كم مقدار الطاقة التي يمكن تصريفها في وقت واحد) والقدرة (كم ساعة يمكن تفريغها بشكل مستمر). تتأثر تكاليف نظام تخزين الطاقة بكفاءة النظام (كم كيلو واط قابلة للاستخدام في ساعة، أو وحدة مكافئة للطاقة، يمكن تفريغها بالمقارنة مع مبلغ الشحن). التردد لعدد مرات وشدة تفريغ النظام يؤثر أيضا على التكاليف. كل هذه العوامل (الحجم، والكفاءة، والتردد) يعني ان تكلفة تكنولوجيا تخزين الطاقة لا يمكن تقديرها بشكل جدي اعتماد على الطريقة التي يتم استخدامها.
تتكون تكلفة دورة حياة نظام تخزين الطاقة يتكون من عنصرين أساسيين: تكاليف رأس المال والتشغيل والصيانة تكاليف ("O & M"). تكاليف O & M تشمل تكلفة شراء الطاقة المستخدمة لشحن النظام، والتكاليف الثابتة التي لا تعتمد على كم وعدد مرات استخدام هذا النظام، والتكاليف المتغيرة، فإن الجزء الأكبر منها من تكاليف الاستبدال.